# Джон Чърчил, Херцог Марлборо
Джон Чърчил, първи херцог Марлборо (на английски език: John Churchill, 1st Duke of Marlborough) е роден на 26 май 1650 г. в Аш (графство Девън) и умира на 16 юни 1722 г. в Уиндзор. Той е британски генерал и държавник, един от най-големите военачалници в историята. Проницателен дипломат и гениален стратег, той е най-успешният военен ръководител през Войната за Испанското наследство (1701 – 1714).
Марлборо е представител на рода Чърчил, от който произлизат Рандолф Чърчил и големият държавник на 20 век и двукратен премиер Уинстън Чърчил. Бащата на първия херцог Марлборо също се нарича Уинстън Чърчил, но е обеднял скуайър, привърженик на краля (Чарлз I) през гражданската война (1642 – 1649).
Като младеж Джон Чърчил става паж на Йоркския херцог (по-късно Джеймс II), тъй като сестра му Арабела е негова любовница. По-късно става член на кралската гвардия, служи в Танжер от 1668 до 1670 г. и през 1672 е произведен в чин капитан. Като такъв първо служи не особено успешно във флота. През 1673 г. участва в превземането на Маастрихт от французите и се сближава с херцог Монмът – незаконен син на Чарлз II. После Луи XIV го назначава начело на английската част, която воюва рамо до рамо с французите начело с Тюрен срещу германците. През 1674 г., когато Англия излиза от тази война, се връща в двора, за да изпълнява малки дипломатически задачи.
През 1677 г. Джон Чърчил се запознава със Сара Дженингс, придворна дама на принцеса Ан Стюарт – дъщеря на Джеймс II. Двамата се женят на следващата година. Оттогава той започва бързо да расте в двора, като става барон през 1682 г. и полковник на първи драгунски полк. Още повече нараства ролята му през 1685 г., когато неговият патрон Йоркският херцог става крал на Англия. Марлборо е изпратен във Франция да търси субсидии от Луи XIV и скоро след това е произведен в чин генерал. Самият той протестант, Марлборо е принуден да служи на католически крал и дори по негова заповед да смаже протестантското въстание на бившия си приятел Монмът (октомври 1685). Марлборо се постарава да свърши добре тази работа въпреки принципните си възгледи. Когато обаче през ноември 1688 г. Уилям III нахлува в Англия и Марлборо е изпратен да го спре, той минава на страната на холандския щатхалтер и му помага да детронира Джеймс II. Този прозорлив ход му помага да запази положението си в Англия и дори получава титлата граф на Марлборо през 1689 г.
По време на Деветгодишната война срещу Франция той първо служи в Нидерландия под командата на принц Валдек и допринася за малката победа при Валкур, а после е прехвърлен в Ирландия, където сваленият Джеймс II се опитва с френска помощ да вдигне въстание. През 1690 г. се връща в Лондон и за известно време ръководи военните работи на страната в отсъствието на крал Уилям. Замесва се обаче заедно със съпругата си в заговор в полза на принцеса Ан и оттогава си спечелва като враг кралицата Мери II. През 1692 г. Мери и Ан влизат в конфликт, защото Ан отказва да се раздели със Сара Дженингс, което още повече влошава положението на Марлборо. За две години той дори отива в затвора и едва смъртта на Мери през 1694 г. води до помирение на семейство Чърчил с Уилям III. Кралят обаче, самият той талантлив войник, гледа с недоверие на вече веднъж изменилия Марлборо и не го допуска до високи военни постове. Едва в началото на 18 век той може да покаже военните си способности.

## Титлата херцог
През 1701 г. започва Войната за испанското наследство. На следващата година Уилям умира и Ан става кралица Анна, като веднага прави Марлборо главнокомандуващ на всички въоръжени сили на Англия. Получавайки солидна подкрепа от жена си, по това време реален управник на страната, той може да се отдаде на военните кампании. Още първите му действия в Нидерландия са успешни. Той превзема няколко крепости, между които Лиеж, заради което получава титлата херцог. 
Налага се да навлезе в Германия, където Бавария подкрепя Франция, в опита си да осъществи връзка с австрийския генерал Евгений Савойски. Превзема Бон, с което установява контрол над Рейн, след което помага на австрийския претендент за испанския престол Карлос III (бъдещият император Карл VI) да стигне с армията си до Лисабон. През 1704 г. той стига до Дунав, за да осуети свързването на френската и баварската армия и заедно с принц Евгений разгромяват французите при Бленхайм. Тази грандиозна победа се дължи най-вече на енергията и волята на Марлборо и за нея английският парламент му подарява дворец Бленхайм (на английски се произнася Бленъм) северно от Оксфорд и 100 000 лири.
През 1706 г. Марлборо обсажда Намюр, с което се надява да предизвика френския маршал Вилроа към нова битка. Такава протича при Рамили и отново англичаните триумфират. С брилянтна тактика и умело прегрупиране Марлборо разбива противниците си. Възползвайки се от победата той превзема по-късно през годината Антверпен, Дюнкерк и Ат. Следва година на бездействие, докато се уточнят отношенията с холандците, а французите успяват да се съвземат. През 1708 г. нова френска армия начело с маршал Вандом бърза да се сблъска с англичаните преди да се съединят със силите на Евгений Савойски. Битката при Уденарде е нов успех за Марлборо, но не толкова убедителен както предишните два. Все пак той получава инициативата и три дни по-късно се съединява с австрийците. Сега, със 120 000 души под свое командване двамата обсаждат голямата френска крепост Лил и я превземат на 11 декември 1708 г.
Този неуспех кара Луи XIV да започне преговори за мир, въпреки че Марлборо е против. Условията, които съюзниците предлагат, са толкова тежки, че Франция решава да продължи да воюва. През 1709 г. тя най-после намира талантлив маршал – това е Клод Луи Ектор дьо Вилар, който успешно се бие с англо-австрийските превъзхождащи сили при Малплаке. Французите този път не се огъват и за пръв път Марлборо не знае как да спечели победата. Все пак Вилар отстъпва и позволява Монс да падне в английски ръце. През 1710 г. Марлборо превзема още две крепости, а в началото на 1711 г. е отзован в Лондон.
Причината за това е, че Торите печелят изборите, а те виждат в Марлборо свой враг. Обвиняват го във финансови злоупотреби, в прекомерни разходи по строежа на двореца Бленъм. Марлборо, както и съпругата му изпадат в немилост. Едва през 1714 г., когато на власт идва Джордж I Хановер, херцогът получава обратно титлите и постовете си. По това време обаче той вече е болен, а болестта му се влошава през 1716 г. и той пасивно доживява края на дните си през 1722 г.